# Глібовська сільська адміністрація
Глі́бовська сільська адміністрація (каз. Глебов ауылдық әкімдігі, рос. Глебовская сельская администрация) — адміністративна одиниця у складі Денисовського району Костанайської області Казахстану. Адміністративний центр та єдиний населений пункт — село Глібовка.
Населення — 539 осіб (2021; 810 у 2009, 1386 у 1999, 1815 у 1989).
Станом на 1989 рік існувала Тобольська сільська рада (села Глібовка, Ждановка, Наумовка, селище Шукубай), з 1993 року — Тобольський сільський округ. Село Ждановка ліквідовано 2009 року, село Шукубай — 2017 року. 2019 року Тобольський сільський округ перетворено в сільську адміністрацію.

## Склад
До складу адміністрації входять такі населені пункти:
| Населений пункт | Старі назви | Населення, осіб (1989) | Населення, осіб (1999) | Населення, осіб (2009) | Населення, осіб (2021) |
| --------------- | ----------- | ---------------------- | ---------------------- | ---------------------- | ---------------------- |
| Глібовка, село  | -           | 1036                   | 795                    | 712                    | 539                    |
| Ждановка, село  | -           | 40                     | 36                     | -                      | -                      |
| Наумовка, село  | -           | 304                    | 192                    | -                      | -                      |
| Шукубай, село   | -           | 435                    | 363                    | 98                     | -                      |